# Cook (South Australia)
Cook ist eine Eisenbahnstation und liegt an der Indian-Pacific Railway von Adelaide nach Perth, ohne bewohnte Plätze in der Nähe. Es hat einige Häuser und Kraftstofftanks für die Lokomotiven. An den Ausweichstellen können Züge bis zu 1800 m Länge kreuzen.
Die Stadt wurde 1917 gegründet, als das Gleis gelegt wurde. Sie wurde nach dem ehemaligen Premierminister Joseph Cook benannt. Durch Rationalisierungen im Bahnbetrieb schrumpfte die Bevölkerung auf heute (2017) noch sechs Personen (3 Paare) zusammen, die in Wechselschicht für die Indian-Pacific Railway arbeiten. Es sind in der Regel vier Personen anwesend, die sich neben dem Betanken der Züge mit Diesel auch um das in Containern untergebrachte Zugpersonal kümmern, da in Cook die Schicht wechselt und das Personal die Ruhephase hier verbringt. Ein Zug hat bis zu vier Fahrer, je nach Länge. Das Buschkrankenhaus ist geschlossen und das Geschäft ist nur geöffnet, während der Zug in der Stadt ist. Es gibt noch zwei befestigte Landebahnen, die heute allerdings nur gelegentlich von Kleinflugzeugen benutzt werden.
Als die Stadt noch bewohnt war, wurde Wasser von einem unterirdischen Grundwasserleiter gepumpt, es gab sogar ein öffentliches Schwimmbad, aber heute wird alles Wasser in Zügen transportiert. Versuche, Bäume und andere Vegetation anzupflanzen, waren nicht erfolgreich.
Cook liegt an der mit 478 Kilometern längsten gerade verlaufenden Bahnstrecke der Welt.

## Bildergalerie

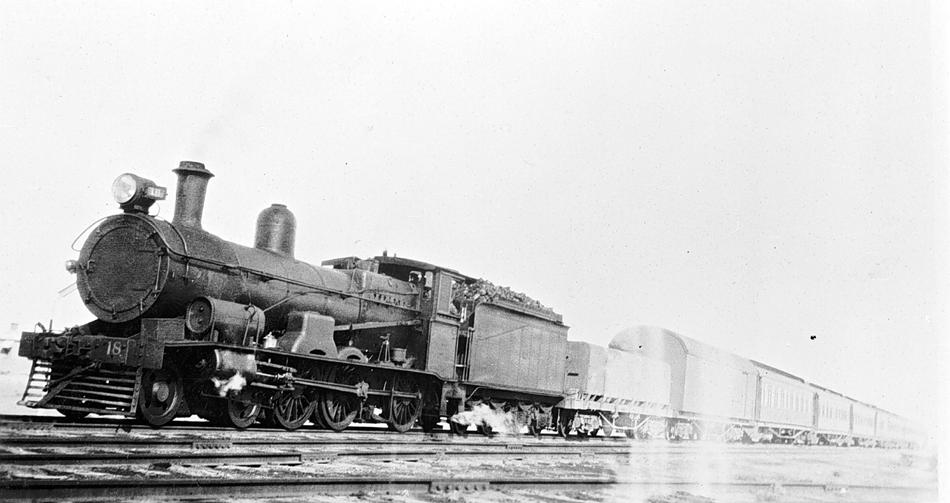
Dampflokomotive (Class G no. G18) der Commonwealth Railways mit dem Trans-Australian Express in Cook (1935)
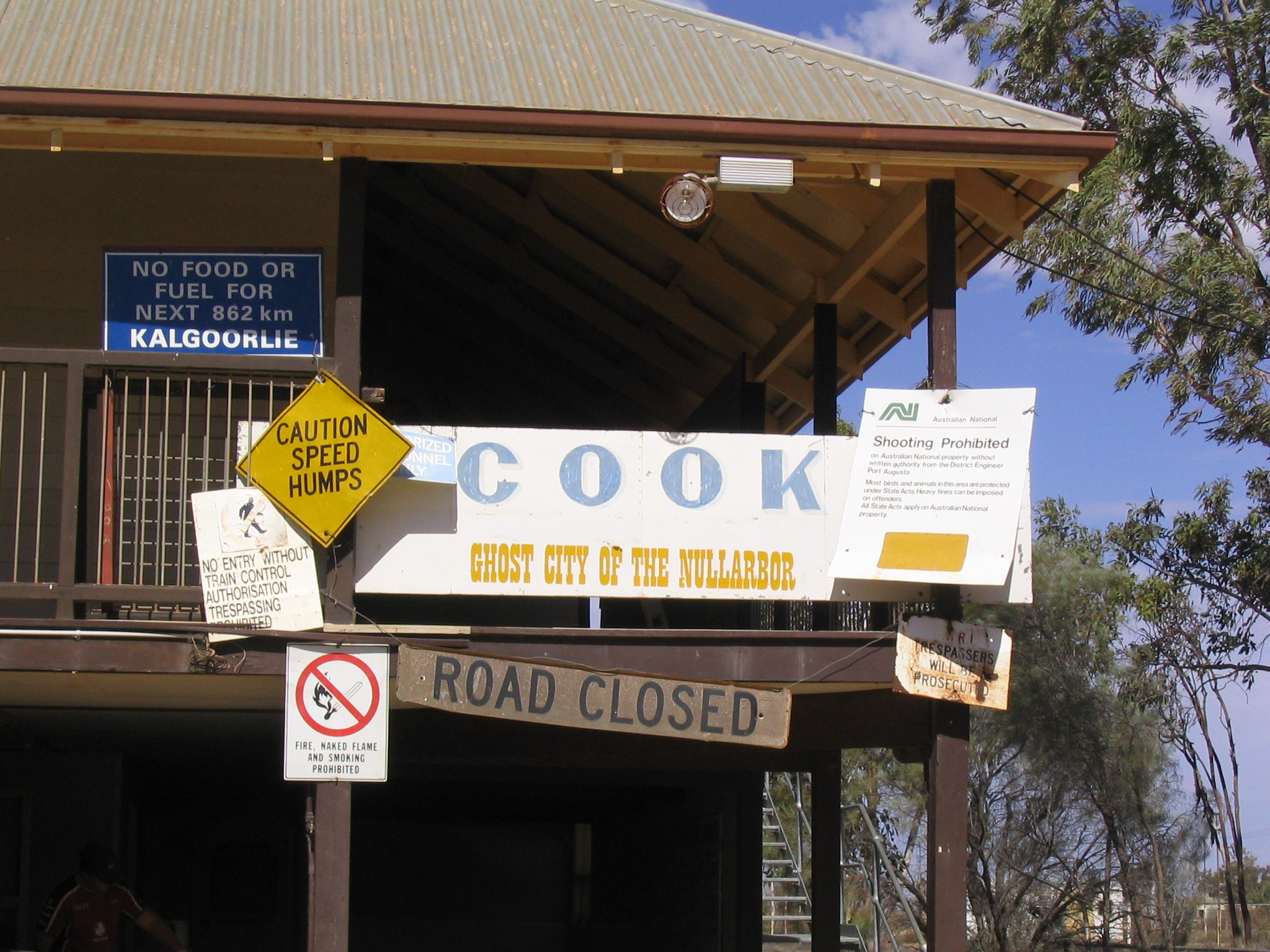
Alterndes Gebäude in Cook (2005)
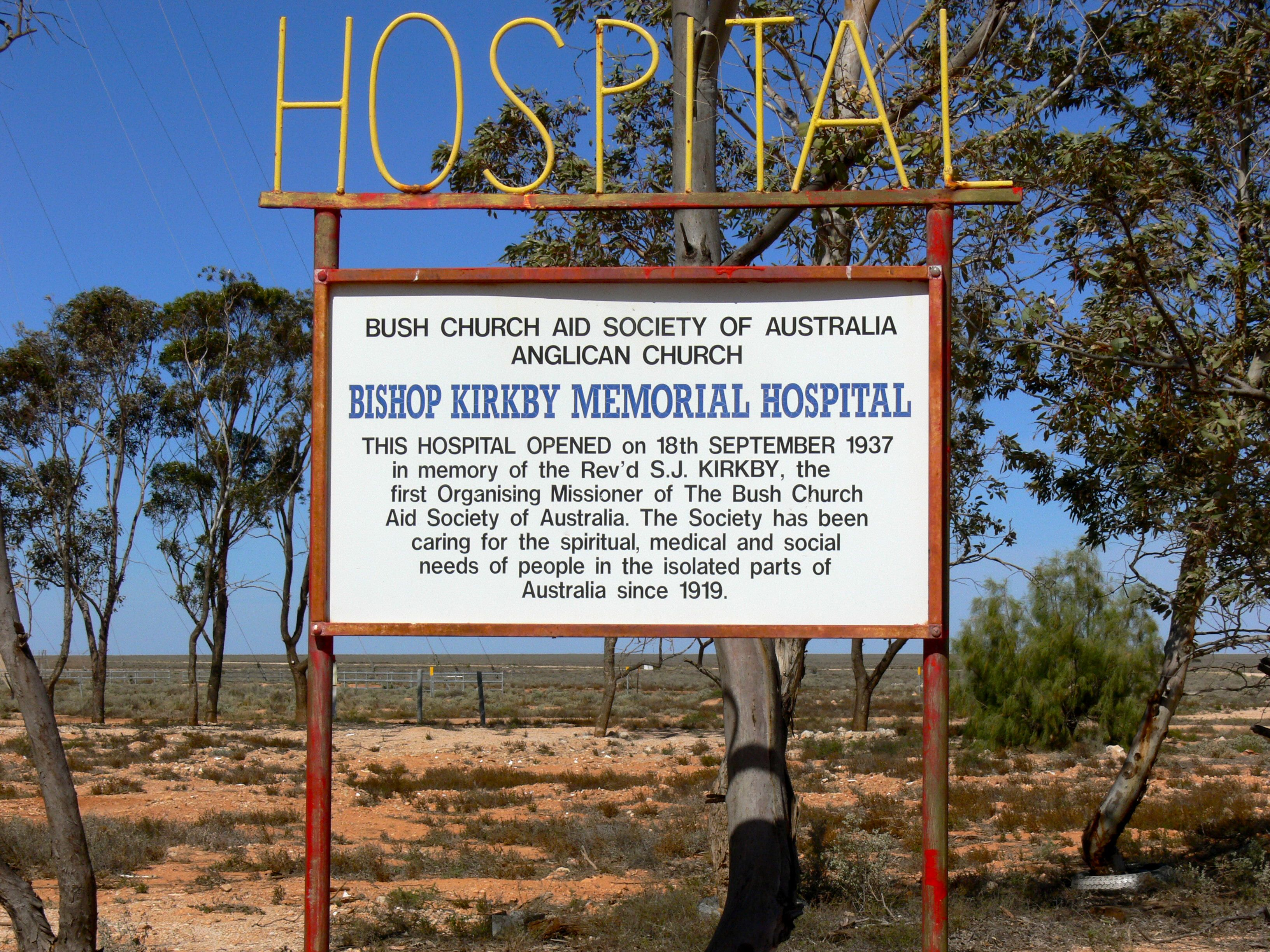
Hinweistafel am Hospital von Cook (2010)
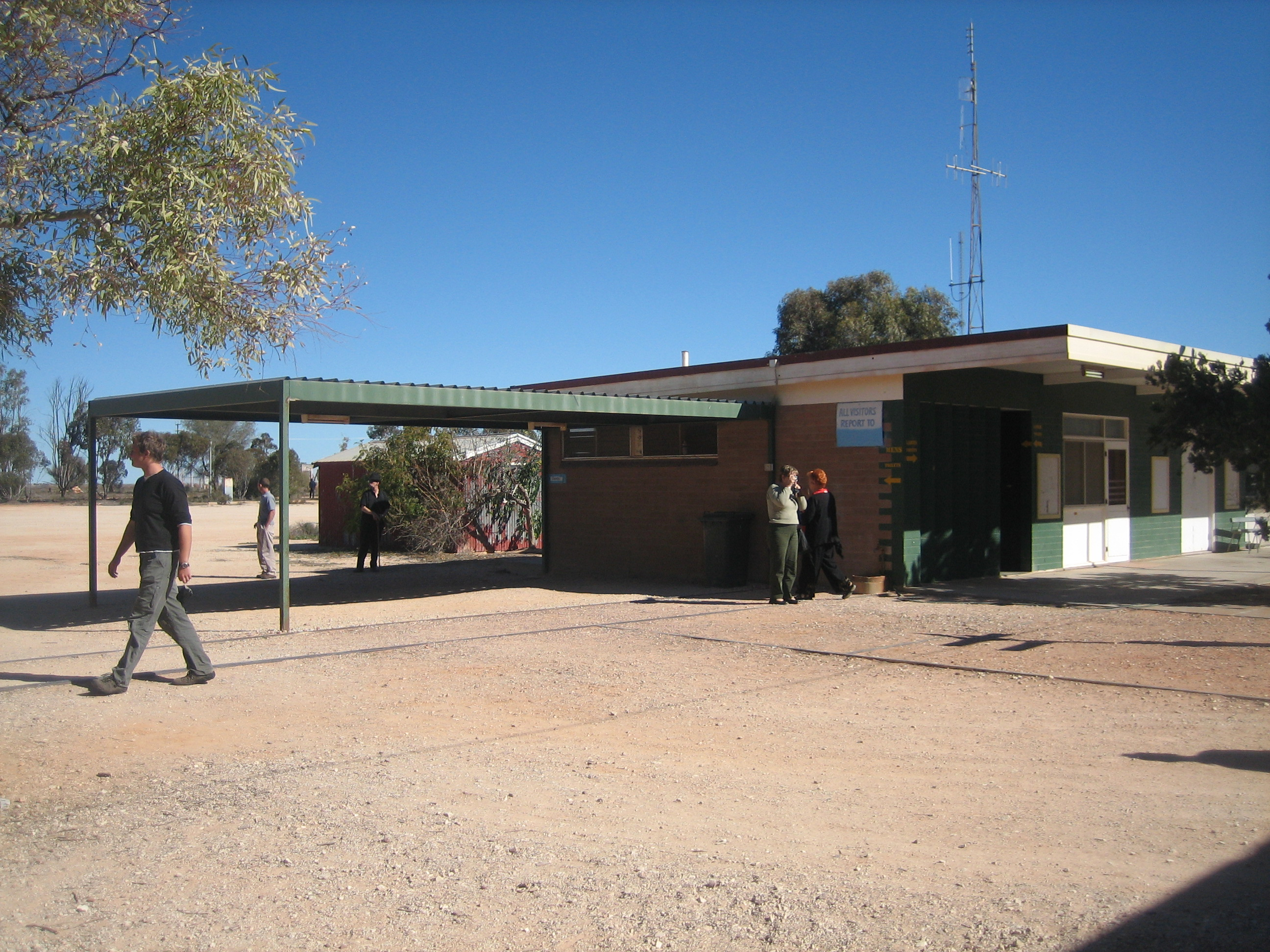
Bahnhof von Cook (2007)
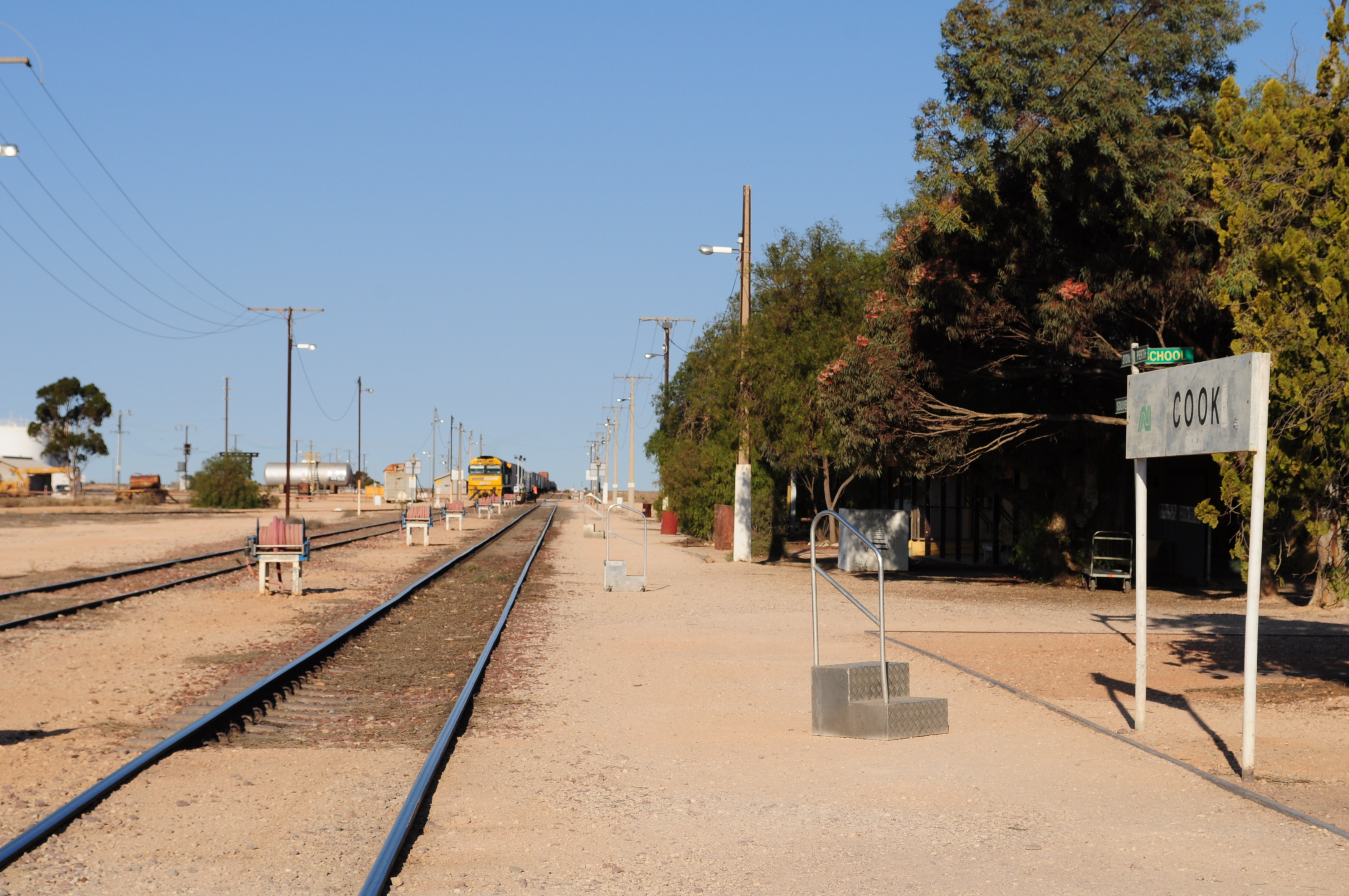
Bahnhof von Cook; Blickrichtung: Ost (2012)
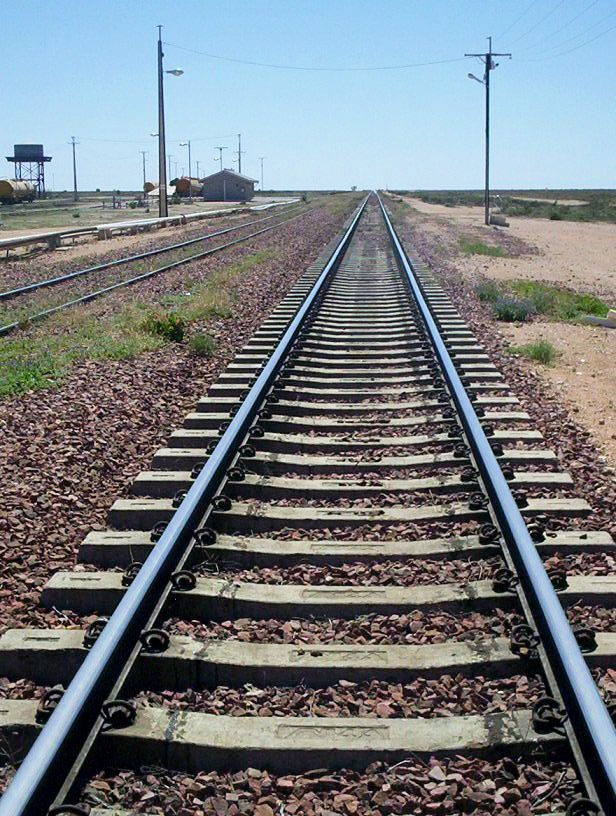
Trans-Australian Railway, Blickrichtung: Ost (2014)
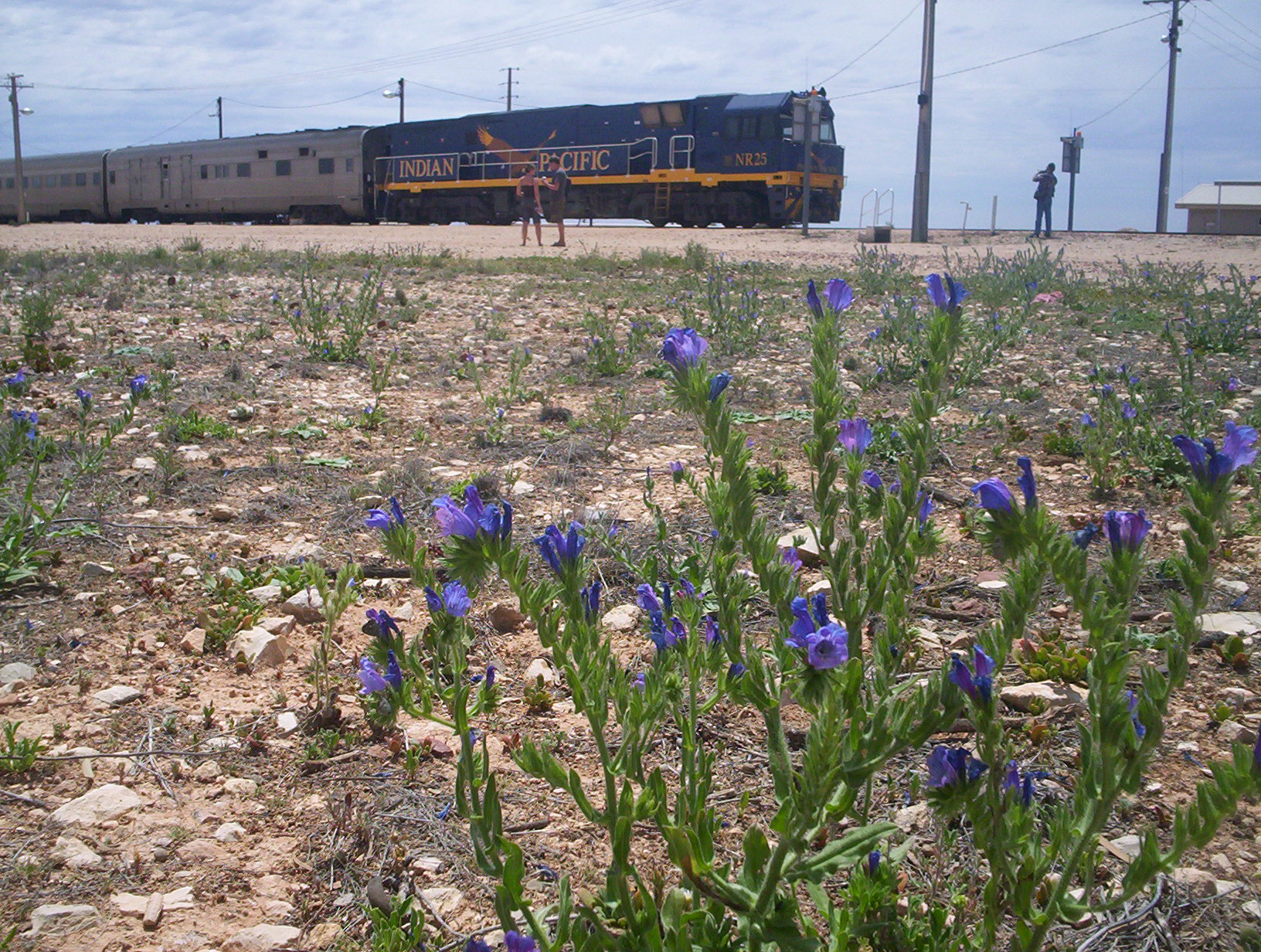
Der Indian Pacific bei Cook (2005)